# Euphorbia quadrispina
Euphorbia quadrispina är en törelväxtart som beskrevs av Susan Carter. Euphorbia quadrispina ingår i släktet törlar, och familjen törelväxter. Inga underarter finns listade i Catalogue of Life.